# 대관원

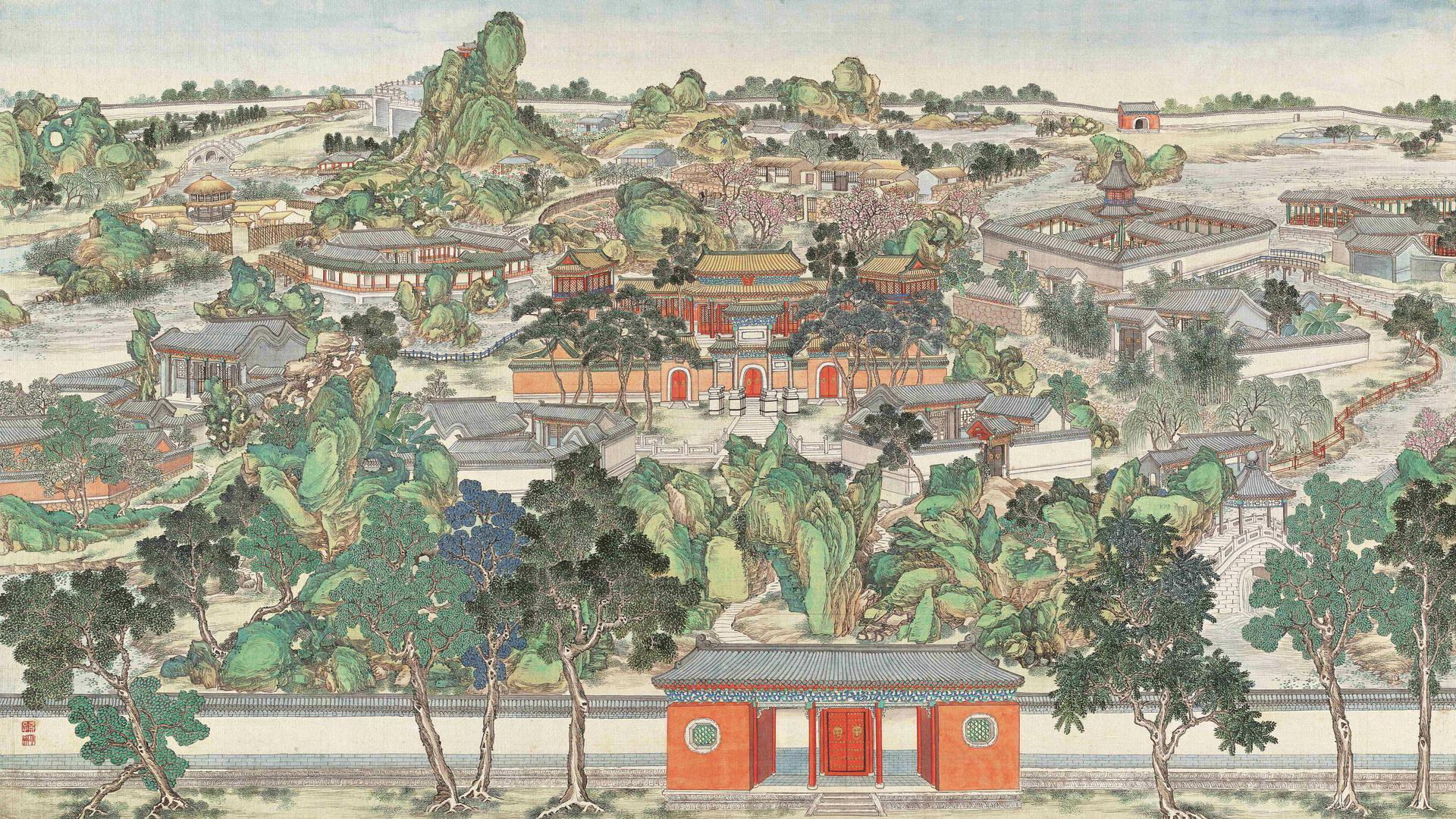

대관원(중국어 간체자: 大观园, 정체자: 大觀園, 병음: Dàguānyuán)은 중국의 청나라 건륭 연간 조설근의 장편고전소설 홍루몽(紅樓夢)에 등장한 가공의 중국 정원이다. 배경은 난징(소설 속은 당시의 금릉, 金陵)의 귀공자인 가보옥(賈宝玉)의 집이다.
소설에서는 황제의 귀비가 된 보옥의 친누이 가원춘 친정나들이를 맞이하여 막대한 재화를 쏟아부어 대관원을 조성하면서 주요 스토리가 전개된다. 뱃놀이를 할 수 있는 연못이 있고, 가축을 방목할 수 있는, 정원이 있으며, 대관원 내의 건물 하나하나가 고급주택의 규모를 가질 만큼 광대한 규모를 자랑한다. 결국 공사비와 유지비는 가씨 집안의 재정에 큰 부담이 되어 몰락의 원인이 된다. 친정나들이 후에 원춘의 뜻에 의해 임대옥, 설보채 등 가씨 집안의 소녀들과 주인공 가보옥이 정원 내에 살게 된다.
원래 건물의 모델은 쑤저우의 졸정원을 모델로 했다고 전해지며, 베이징과 상하이에는 실제로 대관원을 재현한 건축물이 있어서, 홍루몽 팬들의 인기를 모으고 있다.

## 주요건물
- 소상관(瀟湘館):　임대옥(林黛玉) 주거
- 추상재(秋爽斎):　가탐춘(賈探春) 주거
- 요풍헌(蓼風軒):　가석춘(賈惜春) 주거
- 자능주(紫菱洲):　가영춘(賈迎春) 주거
- 이홍원(怡紅院):　가보옥(賈宝玉) 주거
- 대관루(大観樓):　정문에서 직선으로 위치한 큰 누각

### 상하이 대관원
- 상하이 서남부의 외곽에서 주자자오와 저우장 중간 칭푸에 위치한다. 건축 면적은 8,000평방미터이며, 이홍원, 소상관, 형천원, 추상재, 요풍헌, 우향사, 난향오, 도향촌, 적취정, 호설정, 석방, 심방정 등 20여개의 풍경구로 이루어져 있다. 대관원의 동남쪽으로는 북송 양식의 7층탑, 높이 47.6m의 청운탑이 눈에 두드러진다. 테마 공원으로 상하이 민족 문화촌과 같이 운영되며, 입장료는 각각 다르게 받는다.

### 베이징 대관원
- 베이징 서남쪽 서남쪽 호성하(護城河) 부근에 위치한다. 면적은 12.5만 평방미터로 고대 정원 건축을 집대성 한 곳이다. 1980년대 중반부터 지어져, 대부분의 홍루몽과 관련된 영화 촬영, TV 드라마 등은 이곳에서 만들어졌다.
- 개장: 08:30∼16:30

## 같이 보기
- 홍루몽